# تاریخ تاجیکستان

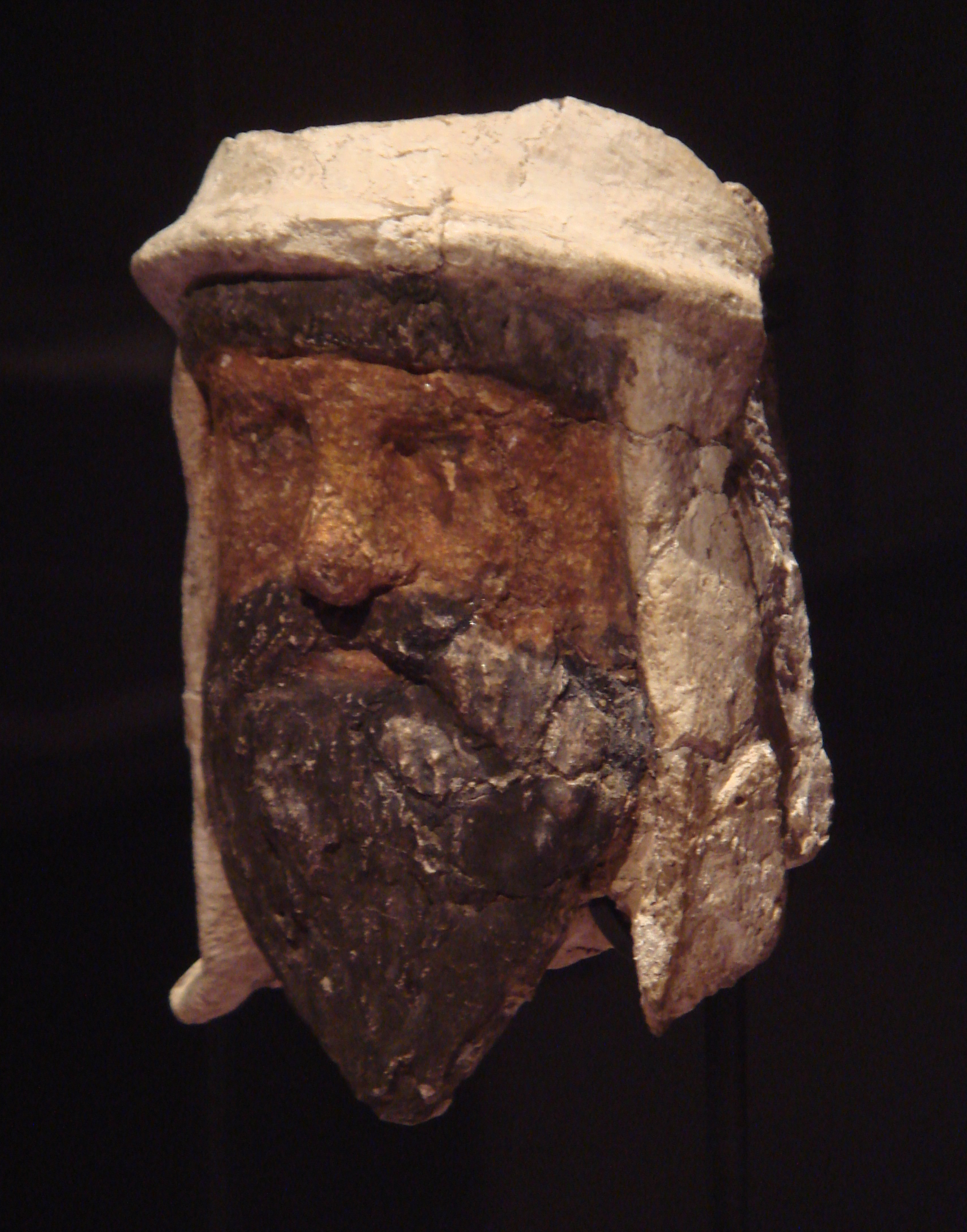
سردیس گلی - مرمر گچی یک موبد زرتشتی با یک دستار به سبک باختری، تخت سنگین، دولت یونانی بلخ، قرون سوم - دوم پیش از میلاد.

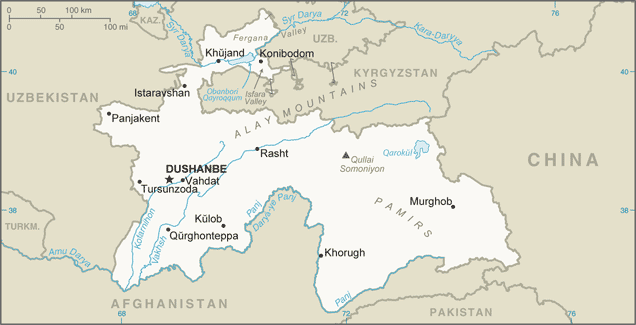
نقشه تاجیکستان سیا

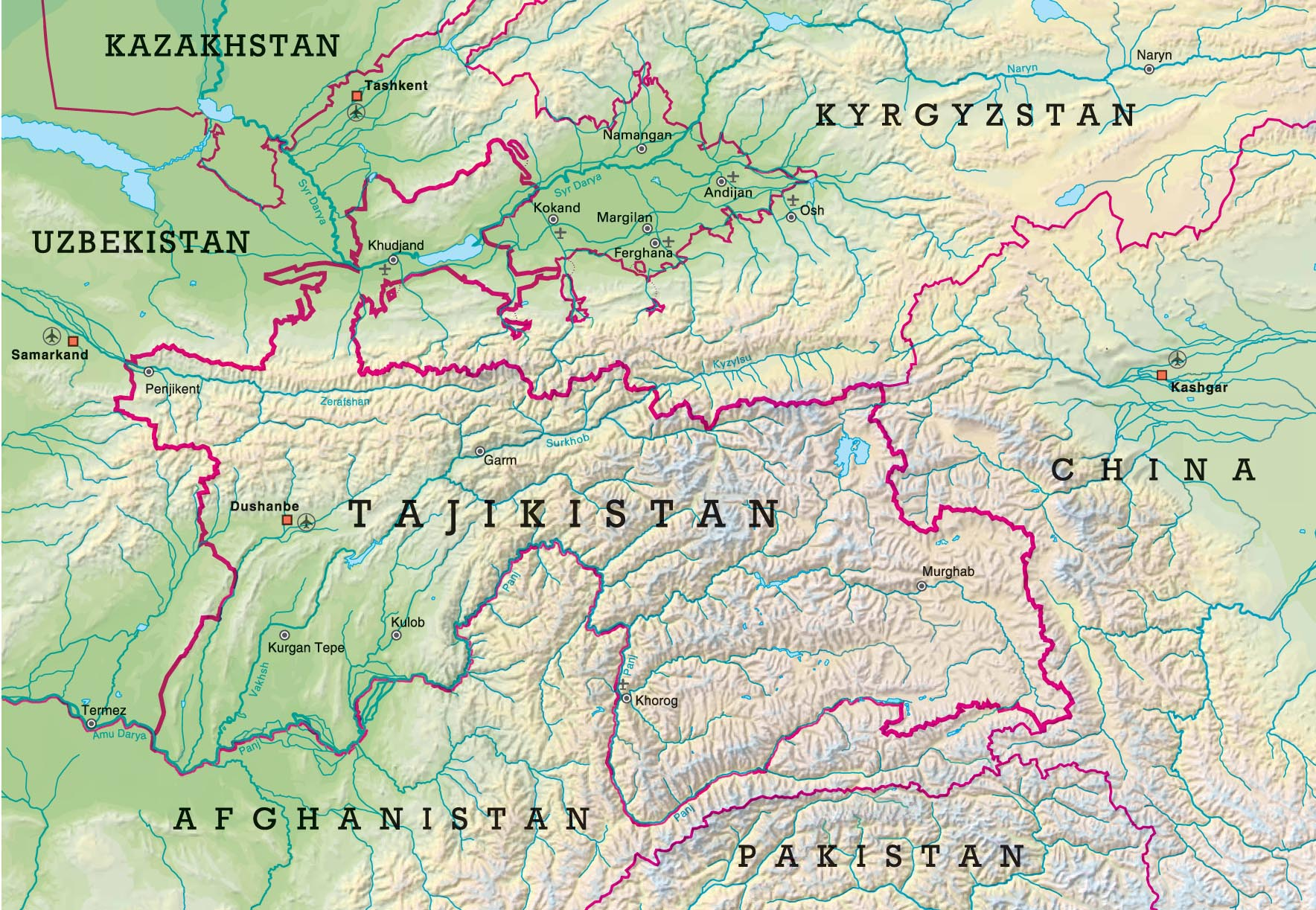
نقشه تاجیکستان

مردم تاجیک در دهه ١٨۶٠ به زیر سلطه امپراتوری روسیه می‌روند. شورش باسماچی‌ها در پی انقلاب روسیه در سال ١٩١٧ آغاز شد و در اوایل دهه ١٩٢٠، در طول جنگ داخلی روسیه، سرکوب شد. در سال ١٩٢۴، تاجیکستان یکی از جماهیر خودمختار اتحاد جماهیر شوروی، در ازبکستان شوروی، گردید. در سال ١٩٢٩، تاجیکستان یکی از جماهیر جداگانه اتحادیه جماهیر شوروی شد و تا سال ١٩٩١، به عنوان جمهوری شوروی سوسیالیستی تاجیکستان، در این اتحادیه باقی ماند.
در سال ١٩٩١، تاجیکستان اعلام استقلال می‌کند. از زمان استقلال تاکنون، تاجیکستان سه بار تغییر دولت، و یک جنگ داخلی خونین، را تجربه کرد. جنگ داخلی تا سال ١٩٩٧، که پیمان صلح میان جناح های رقیب امضا شد، ادامه داشت.

## پیش از اسلام (۶٠٠ پ.م - ۶۵١ م)

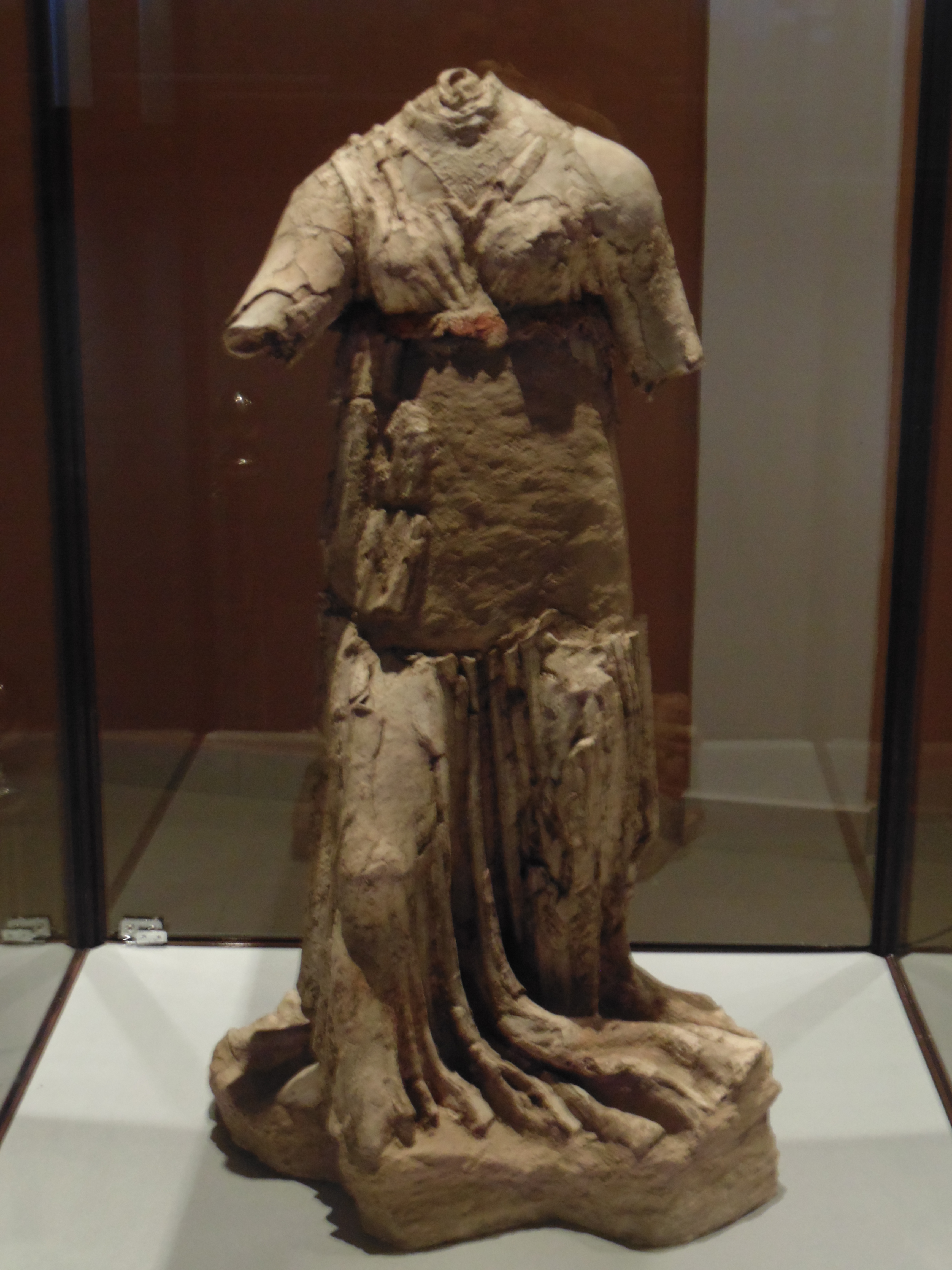
مجسمه‌ای باستانی از یک زن، تاجیکستان باستان

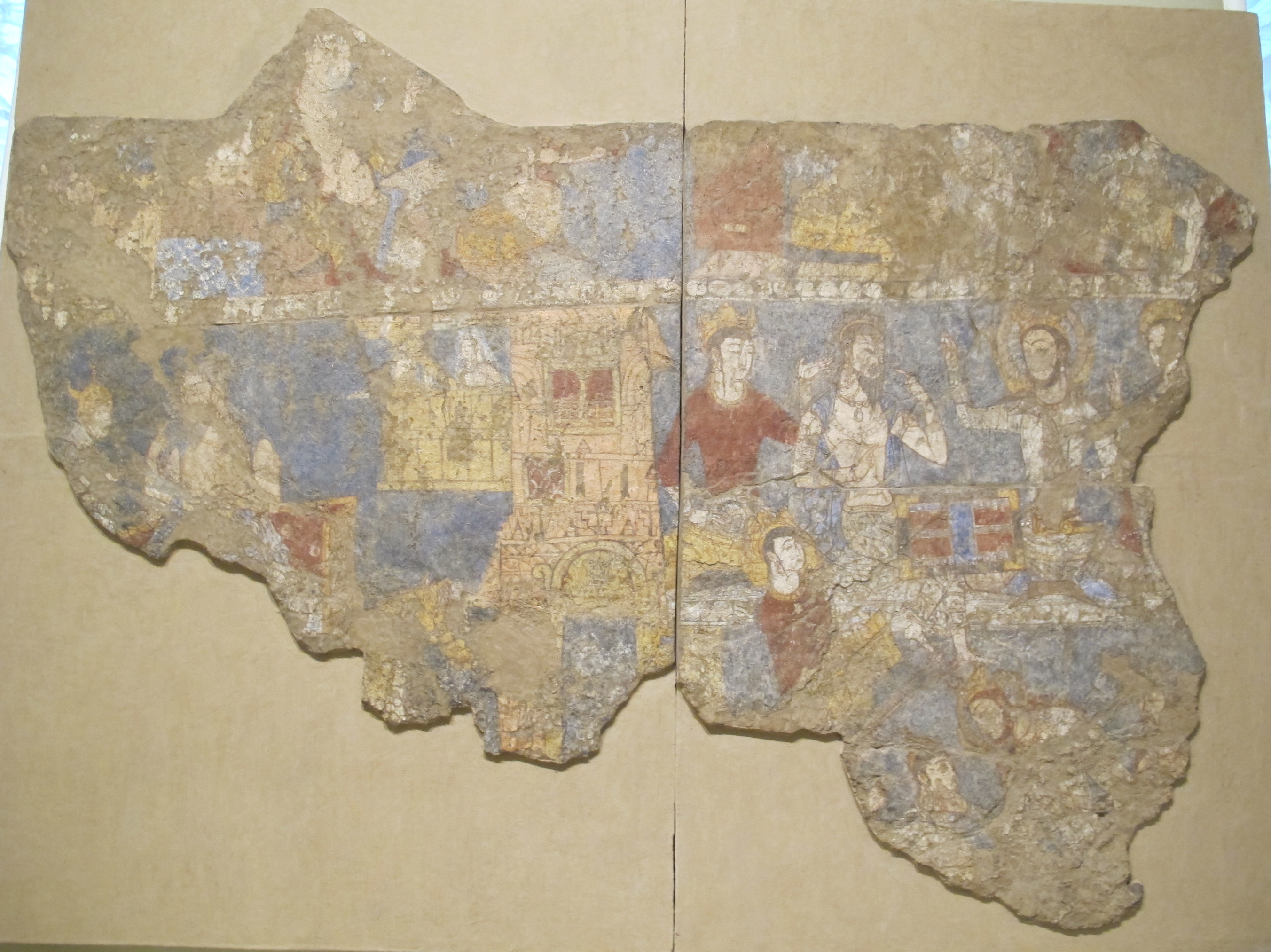
یک نقاشی دیواری سغدی، از ویرانه‌های یک خانه اشرافی در محوطه باستان‌شناسی پنجکنت، که مردان سغدی را در حال بازی تخته‌ای نشان می‌دهد، قرن هشتم میلادی

تاجیکستان بخشی از منطقه تاریخی سکاستان بود. سغد، باختر، مرو و خوارزم چهار بخش اصلی آسیای مرکزی باستان بود، که اقوام تاجیک، اجداد تاجیکستانی های امروزی، در آن زندگی می‌کردند. امروزه آنها مناطق سغد و باختری تاجیک ها را در خود جای داده اند. ترکمن ها و ازبک ها و قزاق ها طی قرون متوالی به ترتیب در مرو و خوارزم ساکن شدند. منطقه سغد از دره های رودخانه های زرافشان و کشک‌دریا تشکيل شده بود. در حال حاضر، دو گروه از مردمان بازمانده سغدی، که به گویش هایی از زبان سغدی صحبت می کنند، یغنابی ها و شغنانی ها هستند. 
تاجیکستان بخشی از تمدن آمودریا در عصر برنز، کاندیدای فرهنگ پروتو-هندو-ایرانی یا پروتو-ایرانی، بود. منطقه باختر در شمال افغانستان بین رشته کوه های هندوکش و رودخانه آمودریا و برخی از مناطق جنوب تاجیکستان فعلی قرار داشت. در دوره‌های مختلف، باختر مرکز پادشاهی‌ها یا امپراتوری‌های مختلف بوده است و احتمالاً همان جایی است که زرتشتیان از آنجا برخاسته‌اند. اوستا، کتاب مقدس زرتشتیان، به گویش باختری قدیم نوشته شده است. همچنین تصور می شود که زرتشت به احتمال زیاد در باختر به دنیا آمده است.
برخی از نویسندگان پیشنهاد کرده‌اند که در قرون هفتم و ششم پ.م، بخش‌هایی از تاجیکستان امروزی، از جمله سرزمین‌های واقع در دره زرافشان، پیش از اینکه بخشی از امپراتوری هخامنشی شود، بخشی از منطقه تاریخی کمبوجاس را تشکیل می‌داد. این منطقه در حماسه هندی مهابهارات به عنوان "پاراما کامبوجا" نامیده می‌شد.  
شواهد زبانی، همراه با شواهد ادبی و باستان شناختی، نشان می دهد که کمبوجیه ها در اصل از آسیای مرکزی مهاجرت کرده اند.

### هخامنشیان (۵۵٠ - ٣٢٩ پ.م)

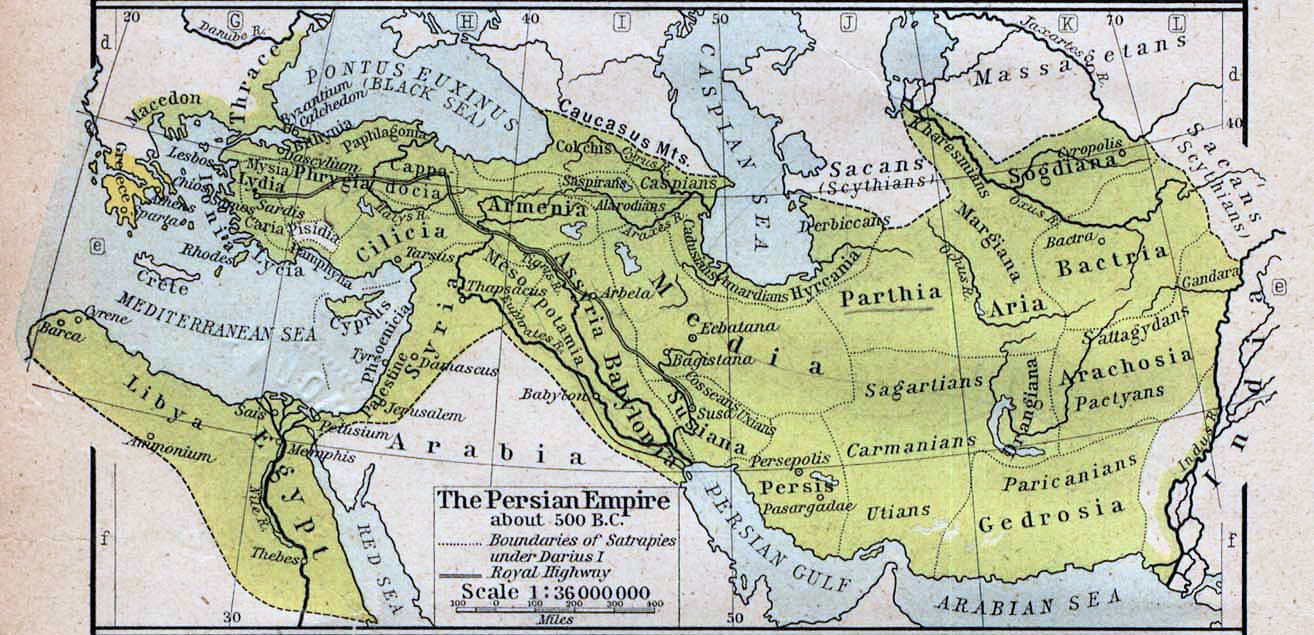
امپراتوری هخامنشی و ایالت هایش

در دوره هخامنشیان، سغد و باختر بخشی از امپراتوری هخامنشیان بودند. سغدی ها و باختری ها مناصب مهمی در اداره و نظامی امپراتوری هخامنشی داشتند و نقش مهمی در تاریخ آن ایفا کردند.

### دوران هلنسیتی (٣٢٩ پ.م - ٩٠ م)

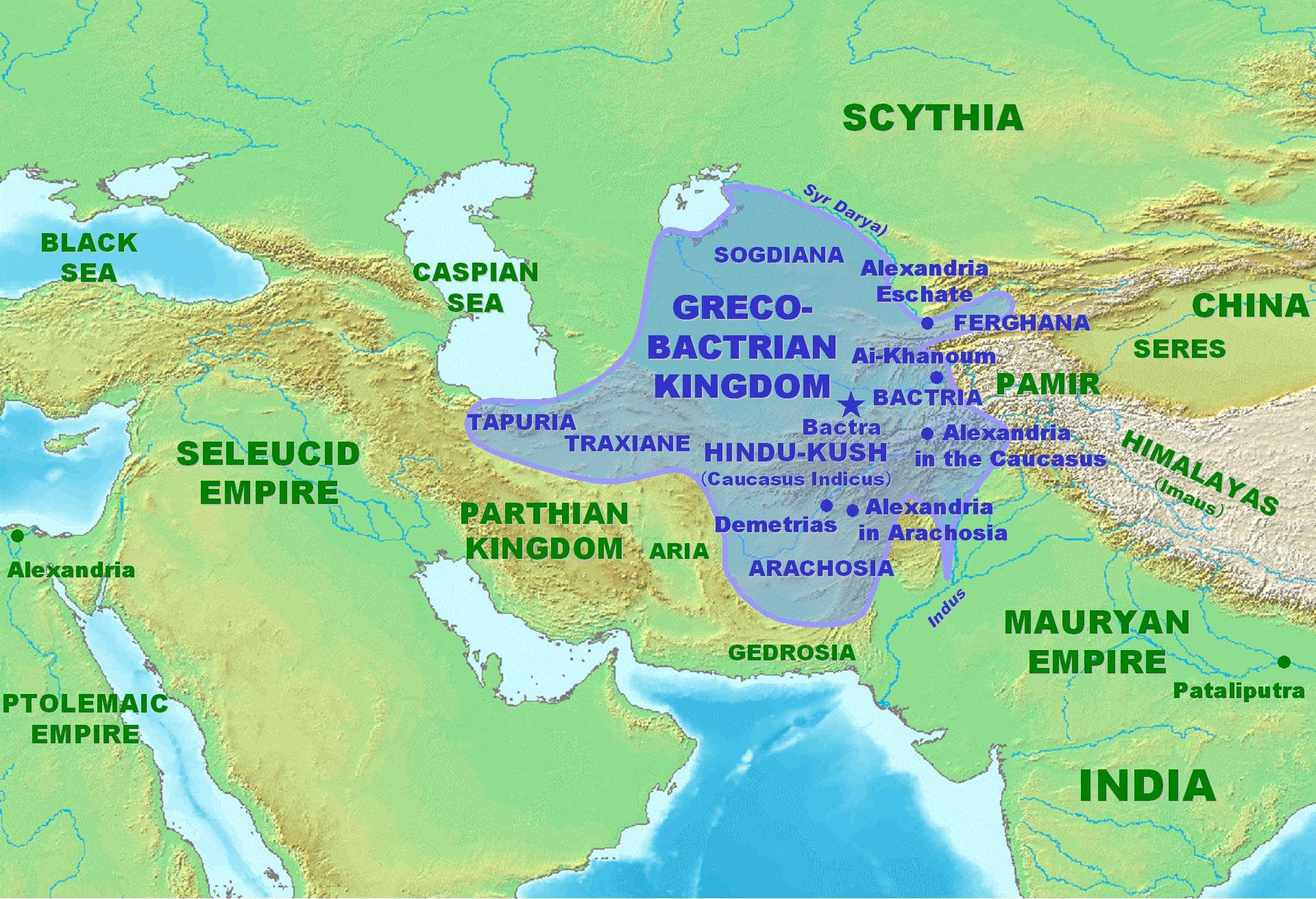
نقشه امپراتوری یونانی - باختری

پس از شکست امپراتوری هخامنشی توسط اسکندر مقدونی، باختر، سغد و مرو که بخشی از امپراتوری ایران بودند، مجبور شدند از خود در برابر مهاجمان جدید دفاع کنند. در واقع مقدونی ها تحت رهبری اسپیتاما، حاکم سغدی، با مقاومت بسیار سختی روبرو شدند. اسکندر مقدونی موفق شد با رکسانا، دختر یکی از حاکمان محلی ازدواج کند و سرزمین او را به ارث برد. پس از اشغال کوتاه مدت اسکندر، دولت های جانشین او، سلوکی ها و یونانی-باختری ها، این منطقه را برای دویست سال دیگر کنترل کردند. در طول دوره زمانی ٩٠ پ.م تا ٣٠ پ.م، یوئه‌چی ها آخرین دولت های یونانی آسیای مرکزی را سرنگون و همراه با تخار ها (که با آنها ارتباط نزدیک داشتند) در حدود سال ٣٠ پ.م امپراتوری کوشانی را ایجاد کردند.

### امپراتوری کوشانی (٣٠ پ.م - ۴١٠ م)

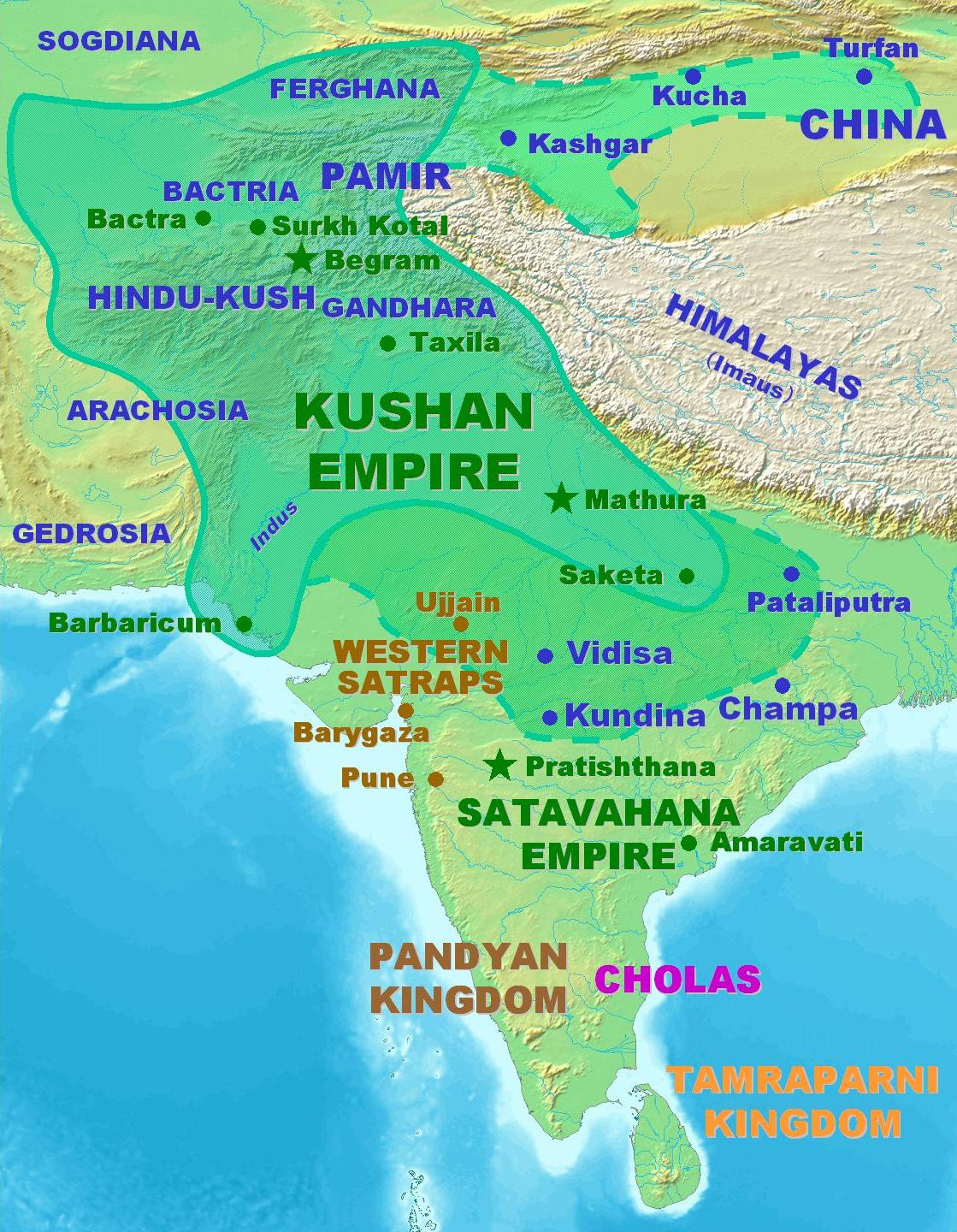
امپراتوری کوشانی در اوج وسعت

امپراتوری کوشانی برای ۴٠٠ سال، تا سال ۴١٠ میلادی، به همراه امپراتوری روم، امپراتوری اشکانی و امپراتوری هان (چین) یکی از قدرت های بزرگ جهانی بود. هنگامی که فرستادگان سلسله هان در قرن دوم قبل از میلاد به این منطقه سفر کردند، تماس قابل توجهی با مردم محلی برقرار کردند. در پایان دوره کوشانی، امپراتوری بسیار کوچکتر شد و نتوانست از خود در برابر امپراتوری قدرتمند ساسانی، که جایگزین امپراتوری اشکانی شده بود، دفاع کند. کانیشکا، پادشاه معروف کوشانی، بودیسم را ترویج کرد و در این مدت بودیسم از آسیای مرکزی به چین وارد شد.

### ساسانیان، هپتالیان، گوک ترکان (٢٢۴ - ٧١٠ میلادی

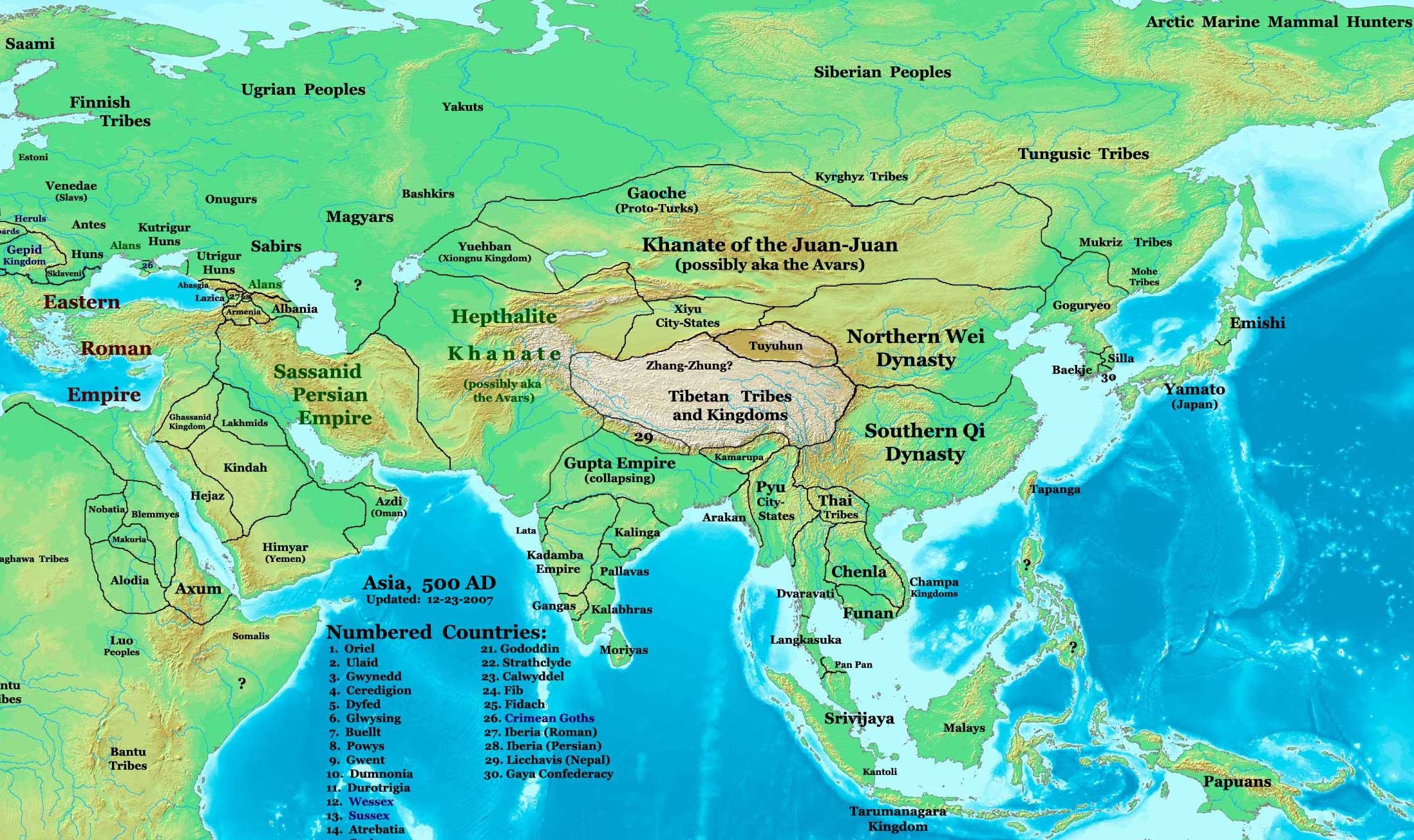
قلمروی دولت هپتالیان بر نقشه آسیا، ۵٠٠ میلادی

ساسانیان زمانی بخش زیادی از تاجیکستان کنونی را تحت کنترل داشتند، اما در زمان پیروز اول، این مناطق را به قومی مهاجر به نام هپتالیان باختند.
آنها امپراتوری قدرتمندی ایجاد کردند که در حدود سالهای ۴٨٣-۴٨۵ موفق شد امپراتوری ساسانی را خراج گذار خود کند. شاه ایران، پیروز سه جنگ با هپتالیان کرد. در جنگ اول اسیر ارتش هپتالی شد و بعداً با پرداخت باج، توسط امپراتور بیزانس، آزاد شد. در طول جنگ دوم، پیروز دوباره اسیر شد و پس از پرداخت باج هنگفتی به پادشاه هپتالی، آزاد شد. در جنگ سوم پیروز کشته شد.  دولت هپتالیان نیز در سال ۵۶۵ میلادی توسط ترکیبی از نیروهای ساسانی و خانات گوک ترک به سرنگون شد. متعاقباً اداره تاجیکستان کنونی توسط گوک ها و ساسانیان قرار گرفت. اما با سقوط امپراتوری ساسانی، ترک ها کنترل تاجیکستان را حفظ کردند، بعداً آن را به چین از دست دادند، اما بعد توانستند یک بار دیگر کنترل تاجیکستان را در دست بگیرند، اما سرانجام این مناطق در سال ٧١٠ توسط اعراب مسلمان فتح شد.

## پس از اسلام
مسلمانان حدوداً از سال پنجاه تا اوایل دههٔ ۱۳۰ مهمترین ولایات این منطقه را فتح کردند و اسلام به‌تدریج در میان مردم نفوذ یافت. در سده‌های ۳ و ۴ قمری، ماوراءالنهر شاهد بالندگی فرهنگ و تمدن ایرانی، و رواج مجدد بازرگانی و صنعتگری بود. جغرافیانویسان آن روزگار ماوراءالنهر را در زمرهٔ آبادترین سرزمین‌های اسلامی توصیف کرده‌اند. کاوش‌های باستان‌شناسی نیز از رشد و توسعهٔ شهرها و افزایش بی‌سابقهٔ جمعیت در آن دوران حکایت دارد. دورهٔ سامانی که با نوزایی فرهنگی ماوراءالنهر و خراسان قرین بود، از نظر تاریخ‌نگاران معاصر تاجیک آخرین مرحلهٔ تشکل قومیت تاجیک به‌شمار می‌آید. اهمیت این دوره بیشتر به سبب ظهور زبان ادبی فارسی دری است که در نهایت شالودهٔ ملیت تاجیکان آسیای مرکزی و علت وجودی جمهوری تاجیکستان شد. با فراگیر شدن فارسی دری در مقام زبان ارتباطی اقوام ایرانی، زبان‌های ایرانی سغدی، بلخی و خوارزمی به تدریج رنگ باختند و فرهنگ‌های محلی نیز در فرهنگ پهناوری که ادب فارسی جلوه‌گاهش بود، آمیخت. در فاصلهٔ ۲۶۱ تا ۳۸۹ قمری تاجیکستان بخشی از قلمرو سامانیان بود تا اینکه ترکان قراخانی با تصرف بخارا، سامانیان را سرنگون کردند و بر آسیای مرکزی مسلط شدند.
در نیمهٔ دوم سدهٔ پنجم ترکان سلجوقی با هجوم به آسیای مرکزی، قراخانیان را خراج‌گزار خود کردند. سلطان محمد خوارزمشاه در ۶۰۹ قمری قراخانیان را سرنگون کرد. مهاجرت ترکان از جانب شمال باعث شد که پس از سامانیان و غزنویان، ماوراءالنهر به تصرف دودمان‌های ترک درآید که خود سرانجام مغلوب حملهٔ مغول شد. با ورود مغولان به آسیای مرکزی از ۶۱۷ تا ۶۱۹ قمری دولت خوارزمشاهیان فروپاشید. در حملهٔ مغول به فرغانه، تیمور ملک حاکم خجند، تسلیم نشد و در برابر مغول‌ها از خود مقاومت نشان داد. تیمور ملک را شاعران و نویسندگان معاصر تاجیک در مقام قهرمان ملی ستوده‌اند و بارها موضوع آفرینش‌های ادبی قرار داده‌اند.
از آن پس تا ۱۵۰ سال بعد قبایل مختلفی، از جمله جغتایی‌ها، بر آسیای مرکزی مسلط بودند تا اینکه تیمور در ۷۷۱ قمری دولت مستقل خود را در این منطقه بنا نهاد و از جمله تاجیکستان کنونی را به تصرف درآورد. دورهٔ تیموریان از دوره‌های رونق اقتصادی و مدنی ماوراءالنهر است. در این دوره عمارت‌های عظیم و فاخری بنا شد که مخصوصاً سمرقند شهرت جهانی خود را مدیون آن‌هاست. اما در تاجیکستان نیز آثار فراوانی از عهد تیموری برجای مانده‌است که از نظر تاریخ معماری دامنه‌اش تا دورهٔ شیبانیان کشیده می‌شود و عموماً تابع سبک معماری سمرقندی است؛ از آن جمله است: بارگاه امیر سید علی همدانی، پیشوای بزرگ تصوف در سدهٔ ۸ قمری در کولاب. از دیگر آثار کولاب، مقبرهٔ یارمحمد ولی در روستای بخارک و مسجد و مقبرهٔ شاه خاموش در لنگر کلان است. مسجد و مزار مولانا یعقوب چرخی در نزدیکی شهر دوشنبه، و مقبرهٔ منسوب به عبدالقادر گیلانی نیز بر رونق بازار تصوف در آن روزگار گواه است. مجموعهٔ موسوم به شیخ مصلح‌الدین دارای بناهایی از سده‌های ۶–۱۳ قمری و دیدنی‌ترین یادگار شهر خجند است. نمازگاه‌های نوگلیم و عبدالله خان در اسفره و مسجد کوک گنبد و مزار بابا طغا و مجتمع سرمزار در اوراتپه نیز از آثار سده‌های ۸–۱۰ق به‌شمار می‌آید
سده‌های۴–۷ قمری (۱۰–۱۳ میلادی)، عصر بالندگی معماری ماوراءالنهر است و تاجیکستان هم از آثار این دوره بی‌بهره نیست؛ بیشتر این آثار آرامگاه‌های پیشوایان دین و امیران است؛ از آن جمله است: آرامگاه خواجه مشهد، طلا حلاجی، خواجه سرباز، خواجه دُربد و آق مزار در شهر توز، مزار محمد بشارا در پنجکنت، مقبرهٔ خواجه نقشران در نزدیکی ریگر (تورسون‌زادهٔ کنونی)، مقبرهٔ امیر حمزه و مزار چارکوه در اسفره، و آرامگاه حضرت شاه در اوراتپه. برخی از این آثار حالتی نیمه‌ویران دارند. دو محراب از دهکده‌های اشت و اسکادر که در موزهٔ بهزاد شهر دوشنبه محفوظ است، از نمونه‌های عالی گچ‌بری روزگار سامانیان است. نامی‌ترین بنای دورهٔ سامانی، آرامگاه منسوب به نصر بن احمد در بخارا است که اگر چه از قلمرو تاجیکستان بیرون مانده، اما تاجیکان آن را از یادگارهای تاریخی خود می‌شمارند.
دولت تیموریان در اوایل سدهٔ دهم قمری با حملهٔ ازبک‌های شیبانی از میان رفت. با چیرگی ازبکان در اوایل سدهٔ ۱۰ قمری (۱۶ میلادی) ترکیب قومی ماوراءالنهر به سرعت روبه دگرگونی نهاد که در نتیجه بعدها زمینه‌ساز ایجاد جمهوری‌های شوروی بر حسب تقسیمات زبانی گشت. در دورهٔ حکومت خانات شیبانی و هشترخانی در بخارا بسیاری از اراضی جمهوری ازبکستان کنونی به تصرف ایلات ازبک درآمد و زبان ترکی جغتایی در روستاهای فارسی‌زبان رو به‌پیشرفت نهاد. آن گروه از شهرنشینان و ده‌نشینان ایرانی‌نژاد که تغییر زبان داده بودند، «سارت» خوانده می‌شدند.
در ۱۰۰۷ قمری ازبک‌های هشترخانی جای شیبانیان را گرفتند. در ۱۱۵۳ قمری نادرشاه بخارا را تصرف کرد و اشترخانیان تا ۱۱۶۰ قمری که نادرشاه کشته شد، خراجگزار ایران بودند. در ۱۱۵۳ قمری محمد رحیم بی، ابوالفیض خان اشترخانی را به قتل رساند و پایه‌گذار سلسلهٔ مَنْغیت در بخارا شد. بخش‌های مرکزی و جنوبی تاجیکستان کنونی جزئی از امارت بخارا و بخش‌های شمالی آن عمدتاً در تصرف امارت خوقند بود. امیرنشین بخارا در عهد منغیتیان حکومت نسبتاً متمرکزی بود. بخارای شرقی که تقریباً منطبق با نواحی جنوبی و مرکزی تاجیکستان کنونی است، بیگ‌نشین‌های نیمه‌مستقل قبادیان، حصار، درواز، قراتگین، بلجوان، قرغان‌تپه و کولاب را شامل می‌شد. اخذ مالیات سنگین به خصوص از توابع شرقی، شورش‌هایی را بر ضد امرای محلی دامن زد که مشهورترین آنها شورش «واسع» در۱۳۰۲ قمری (۱۸۸۵ میلادی) در کولاب و بلجوان به عنوان نمادی از ستم‌ستیزی و استقلال‌خواهی کوه‌نشینان تاجیک در کتاب‌های تاریخ تاجیکستان بازتاب یافته‌است. نام واسع را امروزه بر بخشی از ناحیهٔ کولاب نهاده‌اند و شورش او موضوع اپرای معروفی شده‌است.
از سده‌های ۱۱–۱۳ قمری چند یادگار معماری در خاک تاجیکستان بر جای مانده‌است که از لحاظ سبک عموماً تابع سبک معماری بخارا و هم نمایانگر دورهٔ انحطاط معماری ماوراءالنهر است. در حصار مجموعه‌ای از بناهای تاریخی در «ممنوعگاه تاریخ و مدنیت قلعهٔ حصار» نگهداری می‌شود که دارای آثار فراوان از سدهٔ ۳ پیش از میلاد به بعد است. دروازهٔ قلعه، ارگ بخارا را به یاد می‌آورد که شاخص معماری سدهٔ ۱۲ قمری است. در نزدیکی قلعه دو مدرسه به نام‌های کهنه و نو، و کمی دورتر آرامگاه مخدوم اعظم و مسجد سنگین همه از آثار همین دوره است. مدرسهٔ میرعالم دادخواه در پنجکنت، مقبرهٔ خال‌بایقرا در خاور شهر دوشنبه، مزار ملااکرم در کولاب، مدرسه‌های میر رجب دادخواه و آییم و آرامگاه لنگر بالا در کان بادام، مسجد چارباغ در خجند، و مدرسه‌های نمازگاه و رستم‌بیک در اوراتپه از دیگر آثار قابل ذکر در تاجیکستان است

## تاریخ مدرن (١٨۶٨ - ١٩٩١)

### امپراتوری روسیه (١٨۶٨ - ١٩٢٠)
در اواخر قرن نوزدهم، امپراتوری روسیه آغاز به گسترش قلمروی خود در آسیای مرکزی کرد و بین سال های ١٨۶۴ تا ١٨٨۵ موفق به تسخیر کل آسیای مرکزی گردید. تا پیش از فتوحات روسیه، قلمروی تاجیکستان امروزی توسط دولت های امارات بخارا و خانات خوقند اداره می‌شد. روس ها در سال ۱۲۸۳ قمری (۱۸۶۶ میلادی) روس‌ها خجند و اوراتپه و قلعه ناو را فتح کردند. در سال ١٢٨۴ قمری (١٨۶٧ میلادی) فرمانداری ایالت ترکستان ایجاد شد و کنستانتین فن کاوفمن، نخستین فرماندار آن شد. روس ها در ۱۲۸۵ قمری (۱۸۶۸ میلادی) بخش علیای رود زرافشان، از جمله پنجاکنت، را گرفتند. در ۱۲۸۶ قمری (۱۸۶۹ میلادی) امیر بخارا، حصار و کولاب را به قلمرو خود ضمیمه کرد؛ بدین ترتیب، شمال تاجیکستان به روسیهٔ تزاری و جنوب آن به امارت بخارا ملحق شد. در ۱۳۰۹ قمری (۱۸۹۲ میلادی) نیروهای روسی وارد پامیر شرقی شدند. در ۱۳۱۳ قمری (۱۸۹۵ میلادی) هیئت مشترک انگلستان و روسیه مرز آسیای مرکزی را، از جمله در پامیر، تعیین کردند. 

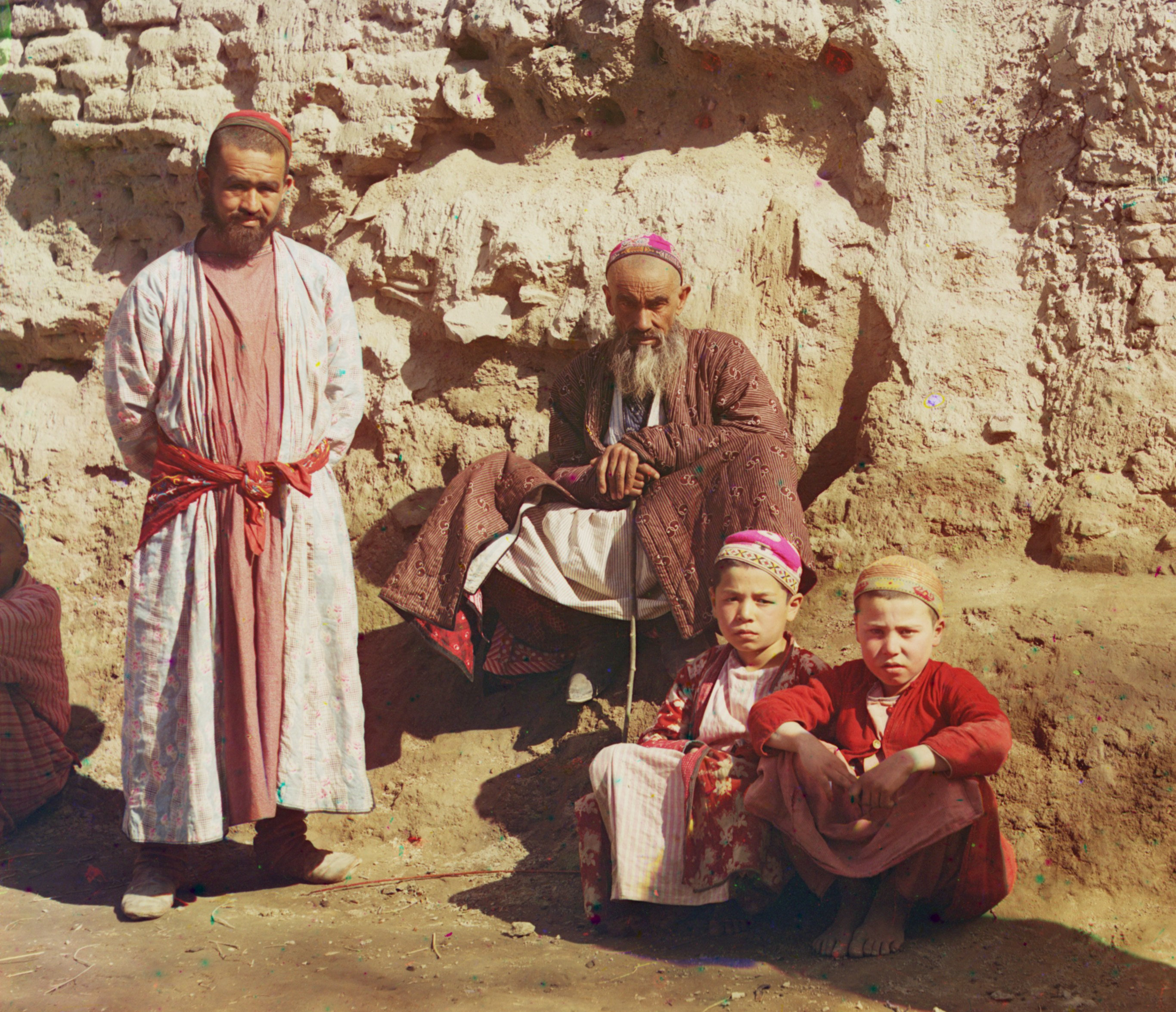
عکسی بین سال های ١٩٠۵ تا ١٩١۵ از دو مرد و دو کودک تاجیک

این لشکرکشی ها ریشه در انگیزه های اقتصادی روسیه داشت و با جنگ داخلی آمریکا در اوایل دهه ١٨۶٠ مرتبط بود. آمریکا بزرگترین صادرکننده پنبه به روسیه بود ولی با آغاز جنگ داخلی در آنجا به شدت صادرات پنبه به روسیه قطع شد. این روسیه را بر آن داشت که به آسیای مرکزی به عنوان منبع جایگزین برای تامین پنبه روی بیاورد. همچنین روسیه آسیای میانه را بازار مصرفی‌ای برای کالاهای ساخت روسیه به شمار می‌آورد. رژیم روسیه در دهه ١٨٧٠ دست به تلاش هایی زد تا کشت در منطقه را از غلات به پنبه تغییر دهد (راهبردی که بعداً توسط شوروی نیز انجام و گسترش یافت). از سال ١٨٨۵، مناطق تاجیکستان امروزی یا توسط امپراتوری روسیه یا دولت تابع آن، امارت بخارا، اداره می شد. اما همین نفوذ کم روسیه نیز توسط تاجیک ها احساس می‌شد.
امپراتوری روسیه، که کشوری بسیار بزرگتر با جمعیت زیاد و ارتش پیشرفته بود، در فتح مناطق تاجیک نشین مشکل چندانی نداشت و تنها در جیزک، اوراتپه، و سمرقند (هنگامی که پادگان آنها در آنجا در سال ١٨۶٨ توسط نیروهایی از  شهرسبز و اهالی شهر محاصره شد)، با مقاومت شدید روبرو شد. ارتش امارت بخارا در سه نبرد کاملاً شکست خورد و در ١٨ ژوئن ١٨۶٨، امیر مظفرالدین با فرماندار کل ترکستان روسیه، فن کاوفمن، قرارداد صلح امضا کرد. سمرقند و مناطق علیای زرافشان به روسیه ملحق شد و در های بخارا به روی بازرگانان روسی گشاده گردید. امیر تاج و تخت خود را به عنوان حاکم دست نشانده روسیه حفظ کرد و با کمک روس ها بر شهرسبز، مناطق کوهستانی در دره علیای زراوشان (١٨٧٠) و حکومت های پامیر شرقی (١٨٩۵) تسلط یافت. در اواخر قرن نوزدهم، جنبش جدیدیزم، به عنوان یک جنبش اجتماعی اسلامی، خود را در سراسر آسیای مرکزی تثبیت کرد. اما با وجود اینکه جدیدیست ها طرفدار مدرنیته بودند و لزوماً ضد روس نبودند، روس ها این جنبش را یک تهدید می دانستند. نیروهای روسی، در طی قیام‌ها علیه خانات خوقند بین سال‌های ١٩١٠ و ١٩١٣، سعی زیادی در برقراری نظم و انضباط کردند. اما در ژوئیه ١٩١۶، در طول جنگ جهانی اول، خشونت‌های بیشتری رخ داد. در این زمان تظاهرکنندگان به سربازان روسی در خجند، به دلیل تهدید به خدمت اجباری در میدان های جنگ، حمله کردند. درگیری ها در طول سال در نقاط مختلف تاجیکستان ادامه یافت.
در پایان آگوست ١٩٢٠، آخرین امیر بخارا، امیر عالم‌خان، توسط نیروهای شوروی سرنگون شد. در ۶ اکتبر ١٩٢٠ امارت منسوخ شد و جمهوری شورایی خلق بخارا اعلام موجودیت کرد.

### قیام باسماچی‌ها (١٩١۶ - ١٩٢۴)

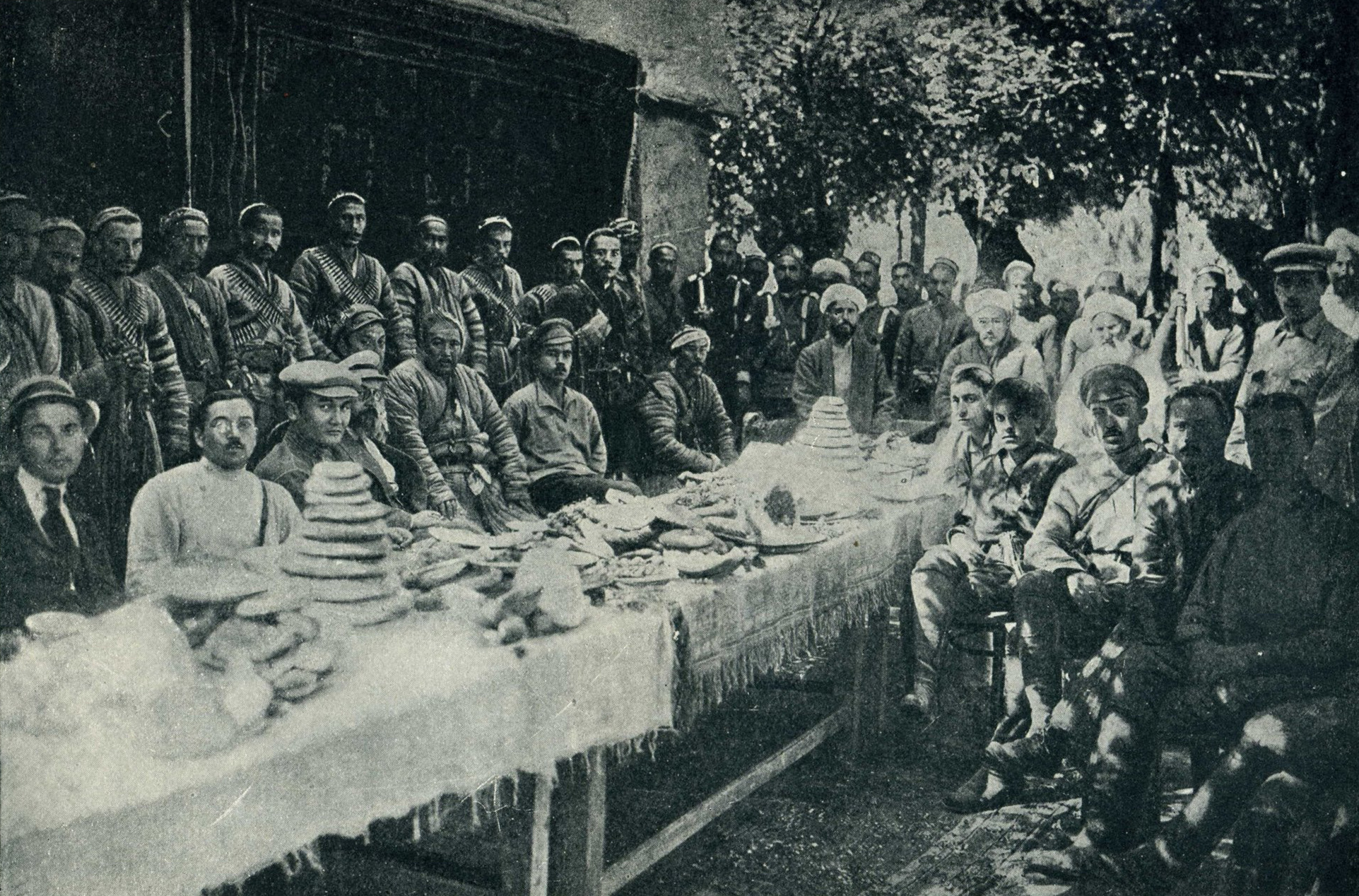
شوروی در حال مذاکره با باسماچی‌ها در سال ۱۹۲۱ میلادی

قیام باسماچی‌ها، یا شورش باسماچی‌ها، یک قیام علیه حکومت امپراتوری روسیه تزاری و دولت شوروی بود که پس از انقلاب روسیه، در سال ١٩١٧، در سراسر آسیای مرکزی به وجود آمد.
ریشه‌های این جنبش به خشونت‌ روس ها برای اجباری کردن خدمت در سال ١٩١۶ برمیگردد. زمانی که امپراتوری روسیه شروع به فراخوانی مسلمانان برای خدمت در ارتش در طول جنگ جهانی اول کرد. در ماه‌های پس از انقلاب اکتبر ١٩١٧، بلشویک‌ها قدرت را در بسیاری از بخش‌های امپراتوری روسیه به دست گرفتند و جنگ داخلی روسیه آغاز شد.  جنبش های سیاسی مسلمان ترکستان تلاش کردند تا یک حکومت خودمختار در شهر خوقند، در دره فرغانه، تشکیل دهند. بلشویک ها در فوریه ١٩١٨ به خوقند حمله کردند و در آنجا ٢۵ هزار نفر از مردم را قتل عام کردند. این قتل عام، باعث حمایت بیشتر مردم از جنبش های بسماچی شد. در نتیجه باسماچی‌ها جنگ های چریکی زیادی را به راه انداختند و کنترل بخش های بزرگی از دره فرغانه و بخش اعظم ترکستان را به دست گرفتند.
حمایت از این جنبش غیرمتمرکز در اوایل دهه ١٩٢٠ در نوسان بود و در سال ١٩٢۴، حملات گسترده ارتش سرخ شکست های زیادی را به باسمچی ها وارد ساخت. پس از لشکرکشی‌های بزرگ ارتش سرخ و امتیازات اقتصادی و مذهبی به مردم محلی، در اواسط دهه ١٩٢۰ ثروت نظامی و حمایت مردمی باسماچی‌ها کاهش یافت. مقاومت در برابر حاکمیت شوروی در واکنش به سیاست اشتراکی سازی زمین ها، در دوران پیش از جنگ جهانی دوم، دوباره به میزان کمتری در آسیای مرکزی شعله‌ور شد.

## دوره شوروی
- نوامبر ۱۹۱۷–۱۹۱۸ — استقرار قدرت شوروی در قلمرو تاجیکستان شمالی و بدخشان امروزی.
- ۲ سپتامبر ۱۹۲۰ — سرنگونی امارت بخارا. تشکیل جمهوری خلق شوروی بخارا.
- ۱۴ اکتبر ۱۹۲۴ — تشکیل جمهوری خودمختار سوسیالیستی شوروی تاجیکستان (جمهوری خودمختار سوسیالیستی تاجیکستان) به عنوان بخشی از جمهوری سوسیالیستی شوروی ازبکستان.

### جمهوری خودمختار سوسیالیستی شوروی تاجیکستان (۱۹۲۴–۱۹۲۹)
چهاردهم اکتبر ۱۹۲۴ دومین جلسه کمیته اجرایی مرکزی اتحاد جماهیر شوروی سوسیالیستی تصمیم مربوط به تقسیمات ملی-قلمرویی در آسیای میانه و تشکیل جمهوری سوسیالیستی شوروی ترکمنستان، جمهوری سوسیالیستی شوروی ازبکستان، جمهوری خودمختار سوسیالیستی شوروی تاجیکستان به عنوان بخشی از جمهوری سوسیالیستی شوروی ازبکستان، جمهوری خودمختار سوسیالیستی شوروی قزاقستان، مناطق خودمختار قره‌قرقیز و قره‌قالپاق را که همگی بخشی از جمهوری سوسیالیستی فدراتیو شوروی روسیه بودند، تأیید کرد. مناطق زیر به جمهوری خودمختار سوسیالیستی شوروی تاجیکستان ملحق شدند: استان‌های دوشنبه (حصار)، قره‌تگین (یا گرم، شامل درواز و ونج)، کولاب، قورغان‌تپه، پنجکنت (شامل ناحیه فالغر)، اورا-تپه (شامل ناحیه متچا) و ساری‌آسیا.
دوم ژانویه ۱۹۲۵ استان خودمختار بدخشان کوهستانی تشکیل شد و به عنوان بخشی از جمهوری خودمختار سوسیالیستی شوروی تاجیکستان درآمد. مساحت کل جمهوری خودمختار سوسیالیستی شوروی تاجیکستان ۱۳۵۶۲۰ کیلومتر مربع و جمعیت آن ۷۳۹۵۰۳ نفر بود. در عین حال، بیشتر تاجیک‌ها در خارج از جمهوری خودمختار سوسیالیستی شوروی تاجیکستان باقی ماندند.
عامل اصلی تشکیل جمهوری خودمختار، تمایل دولت مرکزی به تحقق اصل بلشویکی تعیین سرنوشت ملت‌ها، تسریع روند تحکیم قومی، نابودی دولت کهن، سنت‌ها و تمامیت ارضی آن، ایجاد وزنه تعادلی در برابر جنبش‌های قدرتمند پان‌ترکیسم در آسیای میانه و سنگر کمونیسم در قلب شرق بود.
با این حال، شکل‌گیری واقعی جمهوری خودمختار سوسیالیستی شوروی تاجیکستان بسیار دشوار بود. تاجیک‌های ساکن در فرمانداری کل ترکستان سابق (از جمله در ولایت سغد کنونی)، از ایده جدایی از جامعه سنتی منطقه‌ای-دولتی و اتحاد با کوهستانی‌های بخارای شرقی می‌ترسیدند. رهبری جمهوری خودمختار سوسیالیستی شوروی ترکستان و جمهوری خلق شوروی بخارا عمدتاً از تاجیک‌ها تشکیل شده بود، اما پس از دریافت دستورالعمل مرکز مبنی بر ایجاد خودمختاری جدید، تلاش کرد تنها بخارای شرقی و مناطق عقب‌مانده و منزوی دره زرافشان را به جمهوری خودمختار سوسیالیستی شوروی تاجیکستان واگذار کند و توسعه‌یافته‌ترین مناطق بخارا، سمرقند، خجند، دناو و ترمذ را در ترکیب جمهوری سوسیالیستی شوروی ازبکستان باقی بگذارد، که بدین ترتیب جانشین خانات خوقند، فرمانداری کل ترکستان و امارت بخارا می‌شد. رهبران جمهوری فیض‌الله خواجه‌یف، عبدالرحیم حاجی‌بایف و عبدالقادر محی‌الدینوف تحت تأثیر کلیشه‌های دولت کهن قرار داشتند که بر اساس آن نه زبان و قومیت، بلکه عوامل اقتصادی-منطقه‌ای و تمدنی در آن اهمیت داشتند. این واقعیت نیز تأثیرگذار بود که در آن زمان، آرمان نخبگان محلی ترکیه کمالیستی بود و نه مسکو، که امیدوار بودند با گذشت زمان از سلطه آن رهایی یابند.
رهبری جمهوری خودمختار سوسیالیستی شوروی تاجیکستان به زودی ادعاهای ارضی نسبت به جمهوری سوسیالیستی شوروی ازبکستان مطرح کرد و مدعی مناطقی با جمعیت عمدتاً تاجیک، به ویژه ناحیه خجند، بخارا و سمرقند با نواحی اطراف، دناو، ساری‌آسیا و غیره شد. فعال‌ترین افراد در این زمینه ع. محی‌الدینوف، ع. حاجی‌بایف، نصرت‌الله مخصوم و شیرینشاه شاه‌تیمور بودند. آنها از نارضایتی آشکار تاجیک‌ها از سیاست فعال ترک‌سازی که پس از تقسیمات آغاز شده بود، استفاده کردند. در نتیجه مذاکرات و بحث‌های طولانی، در بهار ۱۹۲۹ تصمیم گرفته شد که ناحیه خجند به جمهوری خودمختار سوسیالیستی شوروی تاجیکستان منتقل شود و در ۱۵ اکتبر از جمهوری سوسیالیستی شوروی ازبکستان جدا و به عنوان یک جمهوری متحد اعلام شود. یکی از مهم‌ترین عوامل اعلام جمهوری متحد جدید، تمایل مرکز به ایجاد «پایگاه پیشرو» انقلاب جهانی در شرق و تبدیل تاجیک‌های فارسی‌زبان به نوعی عامل نفوذی در ایران، افغانستان و شمال هند بود.

### جمهوری سوسیالیستی شوروی تاجیکستان (۱۹۲۹–۱۹۹۱)
سومین کنگره فوق‌العاده شوراهای اتحاد جماهیر شوروی سوسیالیستی در ۱۶ اکتبر ۱۹۲۹، اعلامیه تبدیل جمهوری خودمختار سوسیالیستی شوروی تاجیکستان به جمهوری سوسیالیستی شوروی تاجیکستان را تصویب کرد. جمهوری سوسیالیستی شوروی تاجیکستان هفتمین جمهوری متحد در اتحاد جماهیر شوروی سوسیالیستی شد. مساحت جمهوری سوسیالیستی شوروی تاجیکستان ۱۴۲٬۵ هزار کیلومتر مربع و جمعیت آن ۱٬۱۵۰ هزار نفر بود که ۷۲ درصد جمعیت را تاجیک‌ها تشکیل می‌دادند.
از ۵ دسامبر ۱۹۲۹ — جمهوری در ترکیب اتحاد جماهیر شوروی. نام رسمی جمهوری به زبان روسی تغییر نکرد، اما در زبان تاجیکی در دوره‌های مختلف، انواع مختلفی از نام‌های یک مفهوم غالب بود: روسی «совет» — فارسی «شورا»، اروپایی «республика» — عربی «جمهوریه». در این راستا، جمهوری در سال‌های ۱۹۲۹–۱۹۳۸ «جمهوری شوروی سوسیالیستی تاجیکستان»، در سال‌های ۱۹۳۸–۱۹۸۹ «جمهوری سوویتی سوسیالیستی تاجیکستان» و از سال ۱۹۸۹ «جمهوری شوروی سوسیالیستی تاجیکستان» نامیده می‌شد. در دهه‌های ۱۹۲۰–۱۹۳۰، انقلاب فرهنگی در جمهوری رخ داد و شبکه‌ای از مؤسسات آموزشی، علمی و فرهنگی ایجاد شد. به عنوان مثال، تنها در سال‌های ۱۹۲۸–۱۹۳۲، تعداد کتابخانه‌ها از ۱۱ به ۱۱۹ افزایش یافت.. در سال ۱۹۲۸، اولین экспедиция علمی به پامیر اعزام شد و در سال ۱۹۳۲، экспедиция علمی комплексная А. Е. فرسمن در جمهوری فعالیت می‌کرد. در دوره پس از جنگ، جمهوری به طور فعال توسعه یافت — تنها در سال‌های ۱۹۶۱–۱۹۸۰، تعداد کتابخانه‌ها از ۸۸۵ به ۱۶۴۸ و مؤسسات باشگاهی از ۹۳۳ به ۱۳۱۳ افزایش یافت..

#### تاریخ‌ها و رویدادها
- ۱۶ اکتبر ۱۹۲۹ — تشکیل جمهوری سوسیالیستی شوروی تاجیکستان، تبدیل جمهوری خودمختار سوسیالیستی شوروی تاجیکستان به جمهوری متحد جمهوری سوسیالیستی شوروی تاجیکستان.
- ۱۹۲۹، ۱۹۳۱، ۱۹۳۷، ۱۹۷۸ — سال‌های تصویب قانون اساسی در تاجیکستان شوروی.
- ۱۹۳۱–۱۹۳۷ — ساخت کانال وخش و آبیاری زمین‌های بکر در تاجیکستان جنوبی.
- ۱۹۳۷–۱۹۴۶ — رئیس شورای وزیران جمهوری سوسیالیستی شوروی تاجیکستان قربانوف، مامادالی قربانوویچ بود.
- ۱۹۳۹–۱۹۴۱ — ساخت کانال‌های بزرگ فرغانه و حصار و آبیاری زمین‌های بکر در تاجیکستان شمالی و مرکزی.
- ۱۹۴۱ — آغاز فعالیت آکادمی علوم جمهوری سوسیالیستی شوروی تاجیکستان (شاخه تاجیکستان آکادمی علوم اتحاد جماهیر شوروی).
- ۲۲ ژوئن ۱۹۴۱ — ۹ مه ۱۹۴۵ — جنگ بزرگ میهنی مردم شوروی علیه آلمان نازی و متحدانش. در سال‌های جنگ بزرگ میهنی، به خاطر قهرمانی، ۵۴ سرباز از تاجیکستان به مقام قهرمان اتحاد جماهیر شوروی مفتخر شدند.
- ۱۹۵۱ — آغاز فعالیت آکادمی علوم جمهوری سوسیالیستی شوروی تاجیکستان، که اولین رئیس آن صدرالدین عینی (۱۹۵۱–۱۹۵۴) بود.
- ۱۹۵۹ — آغاز پخش تلویزیون دولتی تاجیکستان.
- ۱۹۶۱ — آغاز ساخت نیروگاه برق‌آبی نورک. ۱۹۷۲–۱۹۷۹ — بهره‌برداری از ۹ واحد نیروگاه برق‌آبی نورک.
- ۱۹۷۵ — آغاز تولید آلومینیوم در کارخانه آلومینیوم تاجیک در شهر تورسون‌زاده.
- ۲۲ ژوئیه ۱۹۸۹ — تصویب «قانون زبان» در جلسه شورای عالی جمهوری سوسیالیستی شوروی تاجیکستان، اعطای وضعیت دولتی به زبان تاجیکی. ۵ اکتبر ۲۰۰۹ — تصویب قانون جدید «درباره زبان دولتی جمهوری تاجیکستان». ۵ اکتبر در جمهوری به عنوان «روز زبان دولتی» اعلام شد.[۳۰].
- فوریه ۱۹۹۰ — آشوب‌های دوشنبه (۱۹۹۰) ناشی از اختلافات قومی در دوشنبه. ۲۵ نفر کشته و ۵۶۵ نفر زخمی شدند. این رویدادها در واقع پیش‌درآمدی بر جنگ داخلی بودند که ۲ سال بعد آغاز شد.
- اکتبر ۱۹۹۰ — تأسیس حزب دموکرات تاجیکستان (در سال ۱۹۹۳ توسط دادگاه عالی جمهوری ممنوع شد، در ژوئیه ۱۹۹۵ دوباره ثبت نام کرد)، در نوامبر — شاخه تاجیکستان حزب نهضت اسلامی سراسری.[۳۱].

## تاجیکستان مستقل (از سال ۱۹۹۱)
در ۹ سپتامبر ۱۹۹۱، در جلسه شورای عالی جمهوری تاجیکستان، پس از رویدادهای اوت ۱۹۹۱، بیانیه و مصوبه «درباره استقلال دولتی جمهوری تاجیکستان» به تصویب رسید. ۹ سپتامبر در این جمهوری به عنوان تعطیلات روز استقلال تاجیکستان اعلام شد. در اولین انتخابات ریاست‌جمهوری همه‌پرسی در نوامبر ۱۹۹۱، رحمان نبی‌یف به عنوان رئیس‌جمهور انتخاب شد.
در ۲۵ دسامبر ۱۹۹۱، تاجیکستان به جامعه کشورهای مستقل (CIS) پیوست. در ۲۶ فوریه ۱۹۹۲، این کشور به سازمان امنیت و همکاری اروپا (OSCE) پیوست. در ۲ مارس ۱۹۹۲، این کشور به عضویت کشورهای سازمان ملل متحد (سازمان ملل) درآمد.

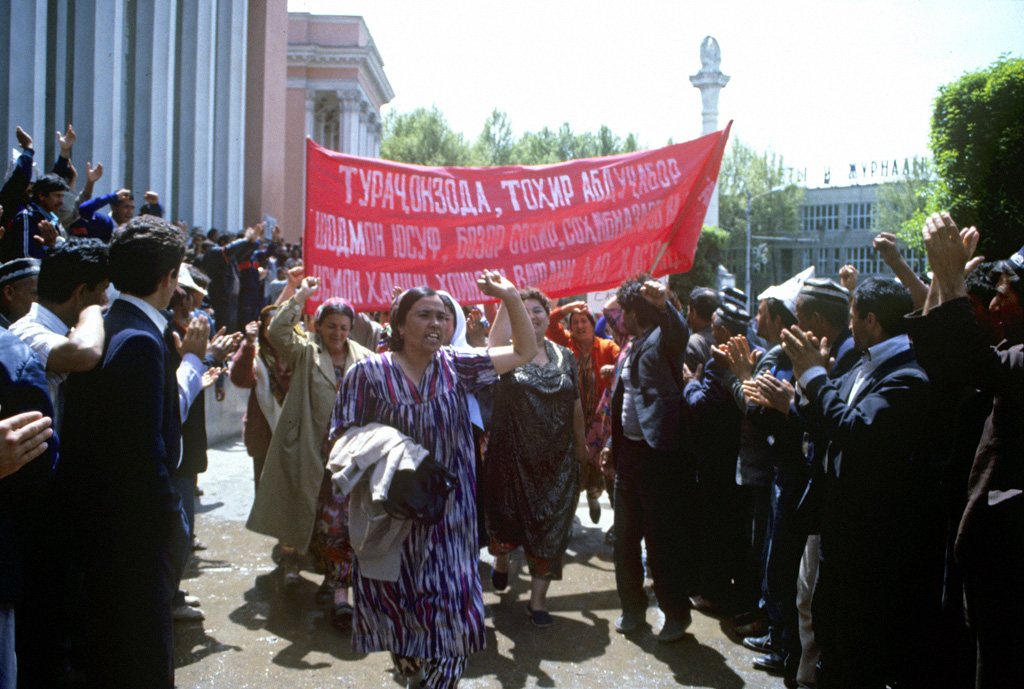
تظاهرات زنان در میدان آزادی، ۳ مه ۱۹۹۲

در مه ۱۹۹۲، پس از تلاش برای کودتا در دوشنبه که توسط حامیان اپوزیسیون ملی-دموکراتیک انجام شد، نمایندگان اپوزیسیون وارد «دولت آشتی ملی» شدند. رویارویی بین نخبگان کمونیست سابق و نیروهای ملی-دموکراتیک و اسلامی از حوزه سیاسی به حوزه قومی-قبیله‌ای منتقل شد. در ژوئن ۱۹۹۲، در مناطق جنوبی تاجیکستان، درگیری‌های مسلحانه بین طرفداران و مخالفان رئیس‌جمهور رحمان نبی‌یف رخ داد. بدین ترتیب جنگ داخلی در کشور آغاز شد. در ۳۱ اوت، طرفداران اپوزیسیون اقامتگاه رئیس‌جمهور و گروگان‌ها را تصرف کردند (رئیس‌جمهور رحمان نبی‌یف در ساختمان کمیته امنیت ملی پنهان شد). در ۷ سپتامبر ۱۹۹۲، در فرودگاه شهر دوشنبه، ر. نبی‌یف تحت فشار اپوزیسیون مسلح از سمت ریاست‌جمهوری برکنار شد. در این دوره، حامیان دولت جبهه مردمی تاجیکستان، یک سازمان نظامی-سیاسی که هدف خود را بازگرداندن «نظم قانون اساسی» اعلام کرده بود، را ایجاد کردند. در ۲۷ سپتامبر ۱۹۹۲، جبهه مردمی شهر قرغان‌تپه را که قبلاً توسط اسلام‌گرایان تصرف شده بود و سپس منطقه مجاور آن را اشغال کرد. جبهه مردمی از سوی ازبکستان حمایت سیاسی محدود دریافت کرد. روسیه به طور غیرعلنی به جبهه مردمی تاجیکستان کمک می‌کرد. فلج قدرت در مرکز و مناطق حاکم شد. دولت «توافق ملی» که در مه ۱۹۹۲ ایجاد شده بود، جمهوری را کنترل نمی‌کرد.
در ۲۴ اکتبر ۱۹۹۲، اولین تلاش برای تصرف دوشنبه توسط تشکیلات مسلح جبهه مردمی با شکست مواجه شد و صدها نفر در شهر کشته و زخمی شدند. جبهه مردمی پس از شکست، تنها راه آهن متصل کننده خط اصلی به مناطق مرکزی کشور را منفجر کرد. تهدید قحطی در دوشنبه و مناطق شرقی کشور سایه افکند. در پاییز ۱۹۹۲، بسیاری از ساکنان جنوب تاجیکستان، در حالی که از جنگ می‌گریختند، شروع به عبور از مرز افغانستان به مناطق آرام‌تر تاجیکستان و جمهوری‌های مستقل مشترک‌المنافع کردند. بر اساس ارزیابی‌های سازمان ملل متحد، حدود یک میلیون نفر آواره داخلی و بیش از دویست هزار نفر پناهنده شدند که بیش از شصت هزار نفر از آنها از مرز افغانستان عبور کردند.

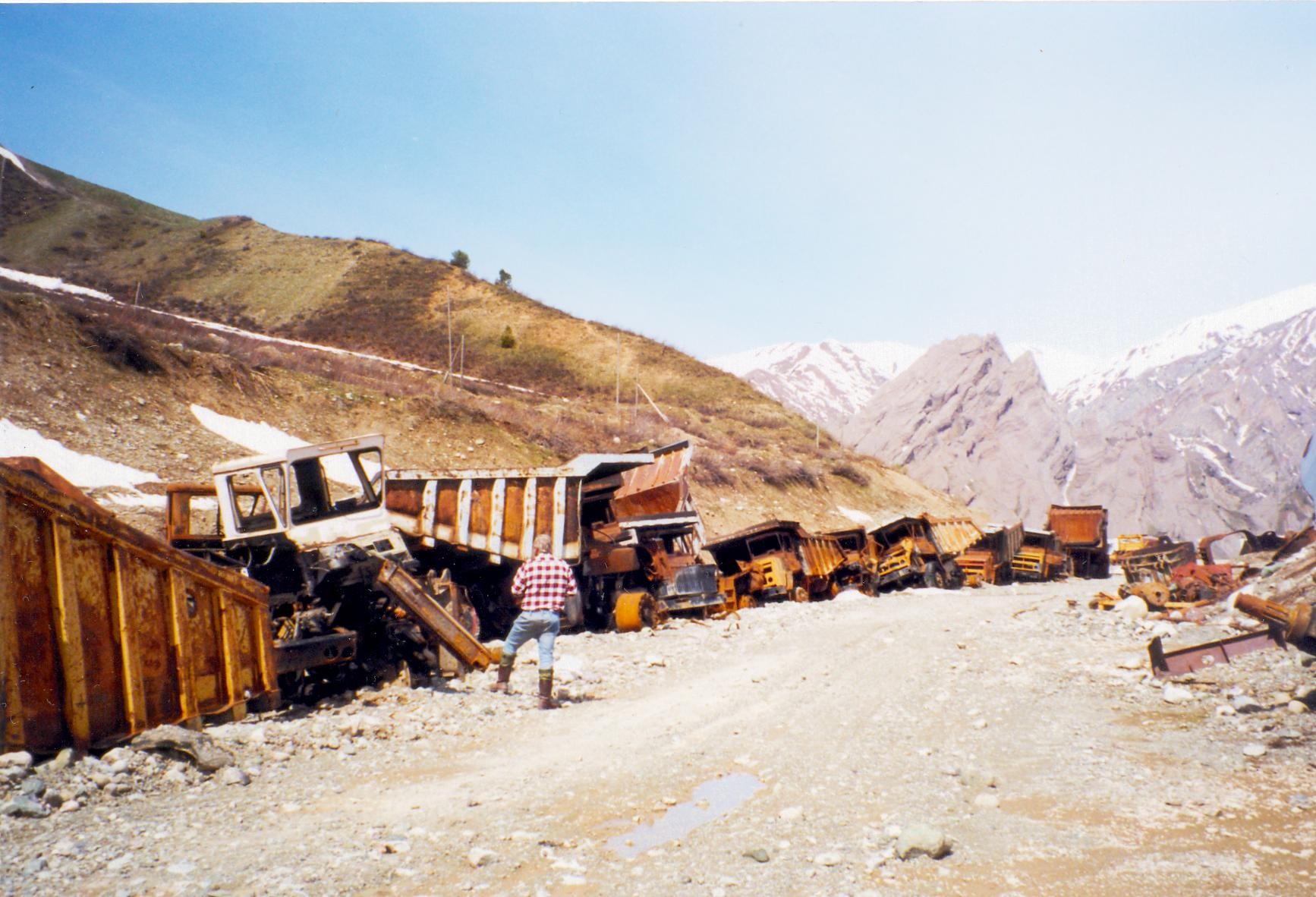
کامیون‌های کمپرسی بلاز که در جریان جنگ داخلی تاجیکستان سوختند

در ۱۶ نوامبر تا ۲ دسامبر ۱۹۹۲، شانزدهمین جلسه شورای عالی (شورای عالی) در خجند برگزار شد که در آن رحمان نبی‌یف از سمت ریاست‌جمهوری جمهوری تاجیکستان استعفا داد و در ۱۹ نوامبر، امامعلی رحمانوف به عنوان رئیس شورای عالی جمهوری تاجیکستان (در واقع رئیس جمهوری) انتخاب شد. در دسامبر ۱۹۹۲، پس از تصمیمات شانزدهمین جلسه شورای عالی در مورد پایان دادن به رویارویی مسلحانه، واحدهای جبهه مردمی بدون جنگ وارد پایتخت شدند. با این حال، نیروهای دموکراتیک و اسلامی بار دیگر اقدامات نظامی علیه دولت را آغاز کردند.
در ۱ دسامبر ۱۹۹۳، تاجیکستان به عضویت کشورهای سازمان همکاری اسلامی (OIC) درآمد.
در ۶ نوامبر ۱۹۹۴، بر اساس نتایج همه‌پرسی سراسری، قانون اساسی تاجیکستان به تصویب رسید و در همان زمان امامعلی رحمانوف به عنوان رئیس‌جمهور انتخاب شد.
در ۲۷ ژوئن ۱۹۹۷، «توافقنامه عمومی صلح و آشتی ملی در تاجیکستان» توسط رئیس‌جمهور امامعلی رحمانوف و رهبر اپوزیسیون سعید عبدالله نوری امضا شد. این روز در جمهوری به عنوان تعطیلات دولتی «روز وحدت ملی» اعلام شد. از ۱ آوریل ۲۰۰۰، کمیسیون آشتی ملی (KOM) با ۲۶ عضو (۱۳ عضو از دولت جمهوری تاجیکستان و ۱۳ عضو از اپوزیسیون سابق) فعالیت می‌کرد. با این حال، برای چندین سال پس از پایان جنگ داخلی، دولت قادر به کنترل کامل برخی مناطق کشور، از جمله گرم و ناحیه رشت، جایی که فرماندهان محلی شرایط حل و فصل صلح آمیز را نپذیرفتند، نبود. راهزنی در این مناطق همچنان رونق داشت.
در ۳ نوامبر ۱۹۹۸، شورش ضد دولتی سرهنگ سابق تیپ ویژه وزارت دفاع جمهوری تاجیکستان محمود خودایبردیف در خجند و استان سغد آغاز شد که در ۱۰ نوامبر با شکست شورشیان پایان یافت.
امامعلی رحمانوف بار دیگر در انتخابات ریاست‌جمهوری سال ۱۹۹۹ با کسب ۹۷٫۶ درصد آرا پیروز شد. در انتخابات پارلمانی سال ۲۰۰۰، حزب دموکراتیک خلق تاجیکستان که رحمانوف از سال ۱۹۹۸ رهبری آن را بر عهده داشت، اکثریت کرسی‌ها را به دست آورد.
در ۱۰ اکتبر ۲۰۰۰، تاجیکستان پیمان تأسیس اوراسز را امضا کرد.
در ۳۰ اکتبر ۲۰۰۰، پول ملی «سامانی» به جریان افتاد.
در ۱۵ ژوئن ۲۰۰۱، تاجیکستان به سازمان همکاری شانگهای پیوست.
در ۱۴ مه ۲۰۰۲، تاجیکستان به سازمان پیمان امنیت جمعی پیوست.
در سال ۲۰۰۹، نیروگاه برق آبی سنگتوده-۱ که با همکاری فدراسیون روسیه ساخته شده بود و خطوط انتقال برق ولتاژ بالا «جنوب-شمال» (خط ۵۰۰ کیلوولت) و «ختلان-چلانزار» (خط ۲۲۰ کیلوولت) به بهره‌برداری رسیدند. آنها امکان اتصال سیستم انرژی مناطق جنوبی و شمالی تاجیکستان را فراهم کردند.

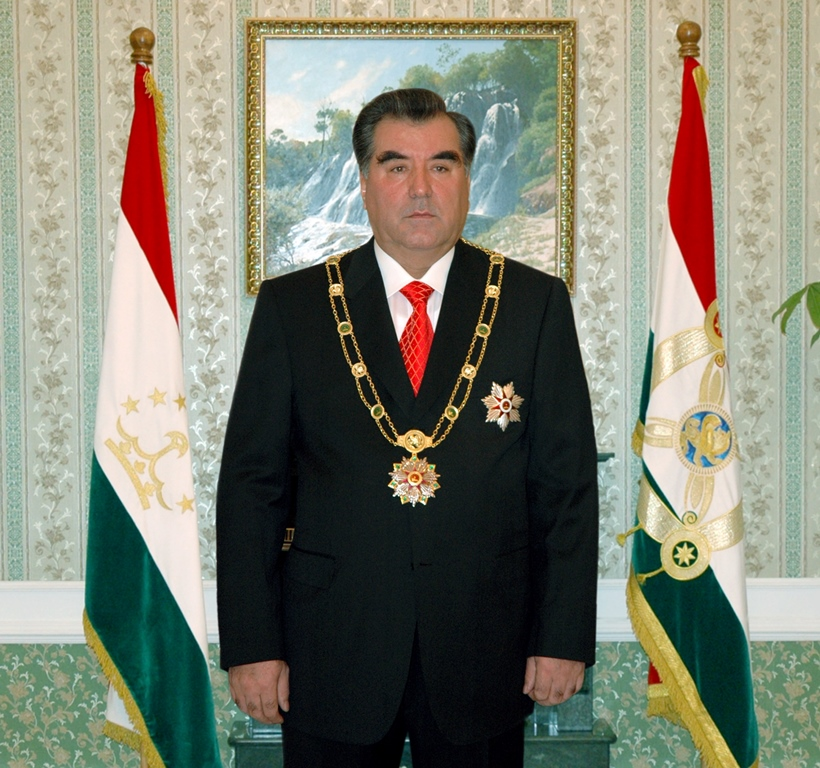
امامعلی رحمان، رئیس‌جمهور تاجیکستان در نوامبر ۲۰۰۶

در سال‌های ۲۰۰۶–۲۰۱۰، جاده‌های دوشنبه–خجند–چانک (ازبکستان)، دوشنبه–جیرگیتال–ساریتاش (قرقیزستان)، تونل‌های خودرو «استقلال» در گردنه انزاب، شرشر و شهرستان ساخته شدند. آنها ارتباط جاده‌ای تمام فصلی بین مناطق شمالی و جنوبی تاجیکستان با دسترسی به ازبکستان و قرقیزستان را فراهم کردند.
از سپتامبر ۲۰۱۰ تا آوریل ۲۰۱۱، در ناحیه رشت، درگیری‌ها بین نیروهای دولتی و گروه‌های ضد دولتی ادامه داشت.
روابط خصمانه با کشور همسایه ازبکستان تأثیر منفی قابل توجهی بر اقتصاد تاجیکستان داشت. از نوامبر ۲۰۰۹ تا فوریه ۲۰۱۰، راه‌آهن ازبکستان حدود ۴۰۰ واگن کالا را که برای تاجیکستان در نظر گرفته شده بود، توقیف کرد و از ابتدای فوریه تا ژوئن، حدود ۲۰۰۰ واگن دیگر را توقیف کرد. در نوامبر ۲۰۱۱، ازبکستان پس از انفجار در خط غلبه–آموزنگ، تردد ریلی در این بخش را به طور کامل متوقف کرد که به معنای محاصره حمل و نقل کل جنوب تاجیکستان بود. در ژانویه ۲۰۱۲، ازبکستان به بهانه تعمیرات، ۹ مورد از ۱۶ گذرگاه مرزی با تاجیکستان را بست. در آوریل ۲۰۱۲، ازبکستان صادرات گاز طبیعی به تاجیکستان را متوقف کرد که تهدیدی برای فعالیت شرکت آلومینیوم تاجیک ایجاد کرد.
همه این اقدامات به این دلیل مرتبط بود که ازبکستان به شدت با ساخت نیروگاه برق آبی راغون در تاجیکستان مخالف است. این امر می‌تواند منجر به کم‌آبی آمودریا شود که به کشت پنبه ازبکستان آسیب می‌رساند. علاوه بر این، همانطور که در ازبکستان ادعا می‌شود، سد در حال ساخت نیروگاه برق آبی در منطقه زلزله‌خیز قرار دارد و در صورت تخریب آن، به طور نظری ممکن است مناطق مسکونی ازبکستان در پایین دست نیز زیر آب بروند.
همچنین بین ازبکستان و تاجیکستان یک درگیری ارضی بر سر نیروگاه برق آبی نیروگاه برق آبی فرهاد وجود داشت
در سپتامبر ۲۰۱۱، اولین واحد نیروگاه برق آبی نیروگاه برق آبی سنگتوده-۲ (با ظرفیت ۲۲۰ مگاوات) که با همکاری جمهوری اسلامی ایران ساخته شده بود، به بهره‌برداری رسید.
در ژوئیه ۲۰۱۲، پس از قتل رئیس اداره کمیته دولتی امنیت ملی (ГКНБ) جمهوری تاجیکستان در ولایت خودمختار بدخشان کوهستانی، سرلشکر عبدالله نظروف، درگیری مسلحانه در خاروغ رخ داد.
در ۱۰ دسامبر ۲۰۱۲، تاجیکستان به سازمان تجارت جهانی (WTO) پیوست.
در غیاب اپوزیسیون واقعی، رئیس‌جمهور رحمانوف در انتخابات سال ۲۰۰۶ و انتخابات سال ۲۰۱۳ مجدداً انتخاب شد. با گذشت زمان، هم فرماندهان صحرایی طرفدار دولت و هم مخالفان دوره جنگ داخلی از قدرت برکنار شدند.
در سپتامبر ۲۰۱۴، دومین واحد نیروگاه برق آبی سنگتوده-۲ با ظرفیت ۱۱۰ مگاوات به بهره‌برداری رسید. پس از بهره‌برداری کامل، نیروگاه برق آبی سنگتوده-۲ قادر به تولید تا یک میلیارد کیلووات ساعت برق یا ۲۲۰ مگاوات است.

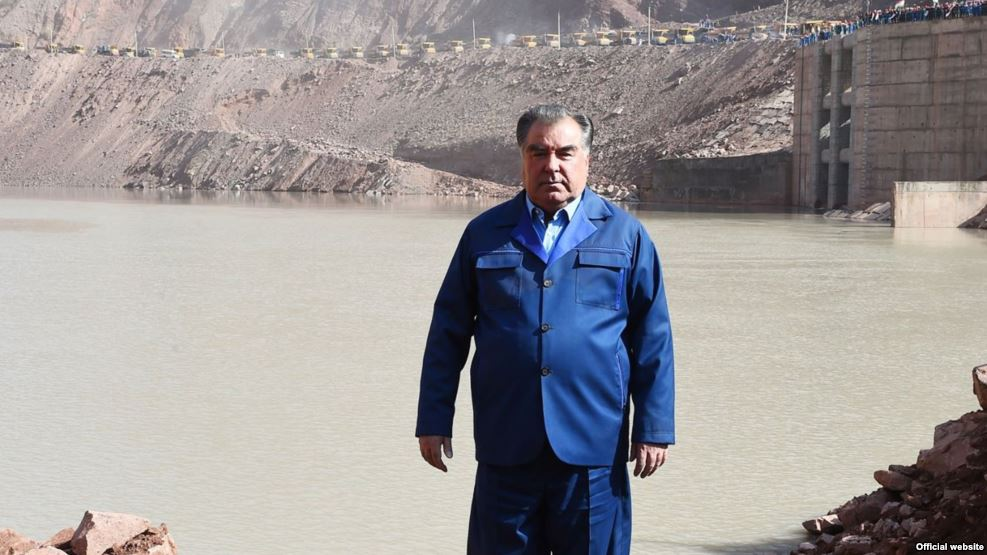
امامعلی رحمان، رئیس‌جمهور تاجیکستان در پس‌زمینه نیروگاه برق آبی در حال ساخت راغون، اکتبر ۲۰۱۶

در ۴ سپتامبر ۲۰۱۵، در نتیجه حمله به انبار تسلیحات در دوشنبه، ۲۶ نفر از جمله ۹ پلیس کشته شدند. به گفته دولت، این حادثه تلاش برای کودتا بوده که توسط معاون وزیر دفاع عبدالحلیم نظرزاده، یکی از مخالفان سابق دوران جنگ داخلی سازماندهی شده بود. از این رویداد برای ممنوعیت حزب نهضت اسلامی تاجیکستان استفاده شد. در ۱۶ سپتامبر ۲۰۱۵، ۱۳ رهبر این حزب دستگیر و بعداً به زندان‌های طولانی مدت محکوم شدند. تا تابستان ۲۰۱۸، بیش از ۱۰۰ نفر به اتهام ارتباط با حزب نهضت اسلامی تاجیکستان دستگیر شدند. ۲۷ نفر از آنها به حبس‌های سه تا ۲۵ سال محکوم شدند.
پس از به قدرت رسیدن رئیس‌جمهور شوکت میرضیایف در ازبکستان، روابط ازبکستان و تاجیکستان بهبود یافت. در سال ۲۰۱۷، پروازهای هوایی بین پایتخت‌های دو کشور از سر گرفته شد، راه‌آهن غلبه–آموزنگ بازسازی شد، جاده بین‌المللی A-377 در بخش سمرقند–پنجکنت افتتاح شد و گذرگاه‌های مرزی ازبکستان و تاجیکستان فعالیت خود را از سر گرفتند.
در ۱۶ نوامبر ۲۰۱۸، اولین واحد نیروگاه برق آبی راغون به بهره‌برداری رسید.
در اکتبر ۲۰۲۰، رحمان برای یک دوره ریاست‌جمهوری جدید مجدداً انتخاب شد.
در آوریل-مه ۲۰۲۱، درگیری مسلحانه در مرز قرقیزستان و تاجیکستان رخ داد.
در نوامبر ۲۰۲۱، در خاروغ رویارویی بین مقامات و معترضان منجر به تلفات شد.
در مه ۲۰۲۲، در بدخشان کوهستانی رویارویی جدیدی بین مقامات و معترضان آغاز شد که منجر به تلفات شد.
در سپتامبر ۲۰۲۲، در مرز با قرقیزستان بار دیگر درگیری رخ داد که در جریان آن تا ۲۴ اکتبر ۲۰۲۲، ۵۹ شهروند تاجیکستان و ۶۳ شهروند قرقیزستان کشته شدند.